# Daya
Daya, pseudonimo di Grace Martine Tandon (pronuncia d̪əjɑː; Pittsburgh, 24 ottobre 1998), è una cantautrice statunitense. Diventata famosa in seguito al successo del brano Don't Let Me Down in collaborazione con i Chainsmokers, ha successivamente conquistato il successo anche da solista con il singolo Sit Still, Look Pretty. Il primo brano le è valso anche la vittoria di un Grammy Award.

## Biografia e carriera
Nata e cresciuta a Pittsburgh, in Pennsylvania, Daya ha origini indiane da parte del nonno: infatti il suo nome in lingua hindi significa "grazia". Ha frequentato la Mt Lebanon High School e all'età di soli tre anni, ha cominciato ad imparare a suonare il pianoforte, convertito poi al piano jazz eseguito all'età di undici anni. A quel punto, aveva anche imparato a suonare la chitarra, l'ukulele, il sassofono e il flauto.
Sempre all'età di undici anni, Daya si è iscritta come studente al Conservatorio di Musica Accelerando, di proprietà di Christina Chirumbolo, sempre a Pittsburgh, dove ha finalmente incontrato il cantautore e produttore Gino Barletta. Quest'ultimo, un collega di Chirumbolo, lavorava come docente presso la sede. Chirumbolo e Barletta hanno lavorato con Daya fino al febbraio 2015, anno in cui venne mandata a Los Angeles col fine di produrre la propria musica.
Ha raggiunto la popolarità internazionale nel 2015 con il suo singolo Hide Away, che ha ottenuto buoni consensi di vendita in diversi paesi ma soprattutto interpretando vocalmente il brano dei The Chainsmokers Don't Let Me Down, divenuto in successo discografico in diversi paesi nel 2016. Il 12 febbraio 2017, con Don't Let Me Down, vince il Grammy Award alla miglior registrazione dance.
Nello stesso anno ha pubblicato il suo disco d'esordio, Sit Still, Look Pretty, uscito per la Sony Music e anticipato dall'omonimo singolo, che ha raggiunto la Top 30 della classifica statunitense Billboard Hot 100 ed è stato certificato disco di platino dalla RIAA. Words è poi stato estratto come terzo singolo il 15 novembre.
Il 12 ottobre 2017 pubblica il singolo New, la sua prima pubblicazione sotto il contratto con l'etichetta discografica Interscope Records, che anticipa l'uscita del suo secondo album, allora previsto per l'uscita nel 2018, un anno che la vede collaborare con il disc jockey RL Grime al brano I Wanna Know nel corso di marzo e pubblicare a luglio il video musicale del secondo singolo estratto a giugno dal suo prossimo album, Safe. Sebbene non abbia più pubblicato il suo secondo album nel 2018, l'artista ha continuato a pubblicare singoli negli anni seguenti

## Vita privata
Nell'ottobre 2018, si è dichiarata bisessuale in occasione della giornata internazionale del coming out.

## Stile e influenze musicali
Sebbene la sua musica appartenga prettamente alla sfera pop e synthpop, Daya ha dichiarato di essere stata fortemente ispirata anche dalla musica Jazz nel corso della sua infanzia e adolescenza. Intervistata da Elle nella rubrica online Game of Song Association, l'artista ha dichiarato di essere cresciuta ascoltando in larga parte artisti come Etta James e che se mai dovesse pubblicare musica di un genere diverso dal pop si tratterebbe sicuramente di musica Jazz.

## Discografia

### Album in studio
- 2016 – Sit Still, Look Pretty

### EP
- 2015 – Daya
- 2021 – The Difference
- 2022 – In Between Dreams

### Singoli
- 2015 – Hide Away
- 2016 – Sit Still, Look Pretty
- 2016 – Words
- 2017 – New
- 2018 – Safe
- 2019 – Insomnia
- 2019 – Forward Motion
- 2019 – Left Me Yet
- 2019 – Keeping in the Dark
- 2019 – Wanted (con NOTD)
- 2020 – Older (con Shallou)
- 2020 – First Time
- 2021 – Bad Girl
- 2021 – Montana
- 2021 – What If I Told You
- 2021 – Evil
- 2022 – Love You When You're Gone
- 2022 – Her
- 2023 – Julienne

### Collaborazioni
- 2016 – Don't Let Me Down (The Chainsmokers feat. Daya)
- 2017 – Feel Good (Gryffin e Illenium feat. Daya)
- 2018 – I Wanna Know (RL Grime feat. Daya)

## Filmografia
- School of Rock – serie TV, episodio 2x05 (2016)